# 浮山果园
浮山果园是江苏省句容市人民政府农业委员会下属的一个国营农场。位于天王镇西溧村。
1955年10月，建场。2005年时，拥有46.67公顷（700余亩）的茶园，6.67公顷（100多亩）的果树。另设陶土场及粉厂。2012年及之前，在国家统计局网站统计中，所在区域以句容市浮山果园之名列为句容市的一个类似乡级单位。